# 巴尔德佩尼亚斯德拉谢拉
巴尔德佩尼亚斯德拉谢拉，是西班牙卡斯蒂利亚-拉曼恰瓜达拉哈拉省的一个市镇。总面积70平方公里，总人口212人（2001年），人口密度3人/平方公里。